# Serra del Boix (Ripoll)
La Serra del Boix és una serra situada entre els municipis de Ripoll i de Sant Joan de les Abadesses a la comarca del Ripollès, amb una elevació màxima de 972,1 metres, al Turó del Pont del Serra.